# IJsselgouw
De IJsselgouw, in 1086 gespeld als Islegowe (Oudsaksisch), eerder ook als Iselgo (Oudfries) en ook wel bekend onder de namen Hisloa, pagus Hisloi of pagus Isloi (Latijn), was een Frankische gouw aan de Geldersche IJssel in de middeleeuwen. De belangrijkste plaats was Deventer, waar de bisschop van Utrecht zelfs enige tijd resideerde.

## Oorsprong
De gouw wordt als eerste genoemd in een oorkonde van 29 juni 797, waarin een grootgrondbezitter verscheidene goederen schenkt aan de St. Salvatorkerk in Wichmond, waaronder onontgonnen land in de bossen langs de Hisla; de eerste vermelding van de IJssel in de geschiedenis. De gouw zelf krijgt de naam Hisloi toebedeeld.

## Grenzen
Een gedeelte lag aan de westelijke oever, grenzend aan Felua (de latere Veluwe). In het noorden grensde de IJsselgouw aan Salon; de grens liep van Rande over Holten en Westerflier naar Lochem. In het oosten omvatte de gouw een deel van het latere graafschap Zutphen. In het zuiden lag Liemers, waarmee de IJsselgouw lange tijd Hamaland vormde. Op 23 augustus 1046 schonk keizer Hendrik III de IJsselgouw, of in ieder geval het gedeelte van de IJsselgouw ten noorden van de Dortherbeek (of Honepe) aan het sticht Utrecht.

## Einde
De tegen keizer Hendrik IV opstandige Egbert I van Meißen, die ook graaf van Midden-Friesland was, geldt als de laatste gouwgraaf; zijn grondgebied in de IJsselgouw (toentertijd geschreven als Islegowe) verviel terug aan de kroon, waarna de keizer het land aan de bisschop Koenraad van Utrecht overdroeg op 3 april 1086. Het gebied maakte voortaan deel uit van het Oversticht.